# Ян Вей (гімнаст)
Ян Вей  (кит.: 楊 威, 8 лютого 1980) — китайський гімнаст, олімпійський чемпіон, багаторазовий чемпіон світу.

## Виступи на Олімпіадах
| Олімпіада   | Дисципліна       | Місце              |
| ----------- | ---------------- | ------------------ |
| Сідней 2000 | абсолютний залік | 2                  |
| Сідней 2000 | командний залік  | 1                  |
| Сідней 2000 | вільні вправи    | 4                  |
| Сідней 2000 | опорний стрибок  | 12T (кваліфікація) |
| Сідней 2000 | паралельні бруси | 53 (кваліфікація)  |
| Сідней 2000 | перекладина      | 33T (кваліфікація) |
| Сідней 2000 | кільця           | 4                  |
| Сідней 2000 | кінь             | 17T (кваліфікація) |
| Афіни 2004  | абсолютний залік | 7                  |
| Афіни 2004  | командний залік  | 5                  |
| Афіни 2004  | вільні вправи    | 40T (кваліфікація) |
| Афіни 2004  | опорний стрибок  | 19T (кваліфікація) |
| Афіни 2004  | паралельні бруси | 24T (кваліфікація) |
| Афіни 2004  | перекладина      | 34T (кваліфікація) |
| Афіни 2004  | кільця           | 10T (кваліфікація) |
| Афіни 2004  | кінь             | 27 (кваліфікація)  |
| Пекін 2008  | абсолютний залік | 1                  |
| Пекін 2008  | командний залік  | 1                  |
| Пекін 2008  | вільні вправи    | 15 (кваліфікація)  |
| Пекін 2008  | паралельні бруси | 34 (кваліфікація)  |
| Пекін 2008  | перекладина      | 24 (кваліфікація)  |
| Пекін 2008  | кільця           | 2                  |
| Пекін 2008  | кінь             | 4                  |